# Paranarsia joannisiella
Paranarsia joannisiella är en fjärilsart som beskrevs av Émile Louis Ragonot 1895. Paranarsia joannisiella ingår i släktet Paranarsia och familjen stävmalar. Inga underarter finns listade i Catalogue of Life.